# Kymi (Provinz)

Karte der ehemaligen Provinz Kymi

Die Provinz Kymi (finnisch Kymen lääni, schwedisch Kymmene län) ist eine ehemalige Provinz in Finnland. Sie bestand von 1945 bis 1997 und umfasste die heutigen Landschaften Kymenlaakso und Südkarelien. Die Provinz Kymi trägt ihren Namen nach dem Fluss Kymijoki. Die Hauptstadt der Provinz war Kouvola.
Nachdem Finnland 1944 nach dem Fortsetzungskrieg den Ostteil Kareliens an die Sowjetunion abgetreten hatte, wurde ein Jahr später die Provinz Kymi aus dem auf finnischer Seite verbliebenen Teilen der Provinz Wiborg gegründet. 1949 wurden der Provinz Kymi zusätzlich die zuvor zur Provinz Uusimaa gehörigen Gemeinden Anjala, Elimäki, Iitti, Jaala und Kuusankoski zugeschlagen.
Durch die Provinzreform von 1997 wurde die Provinz Kymi zusammen mit der Provinz Uusimaa, dem Südteil der Provinz Häme und einem kleinen Teil der Provinz Mikkeli zur neuen Provinz Südfinnland zusammengeschlossen.